# Upper Moutere

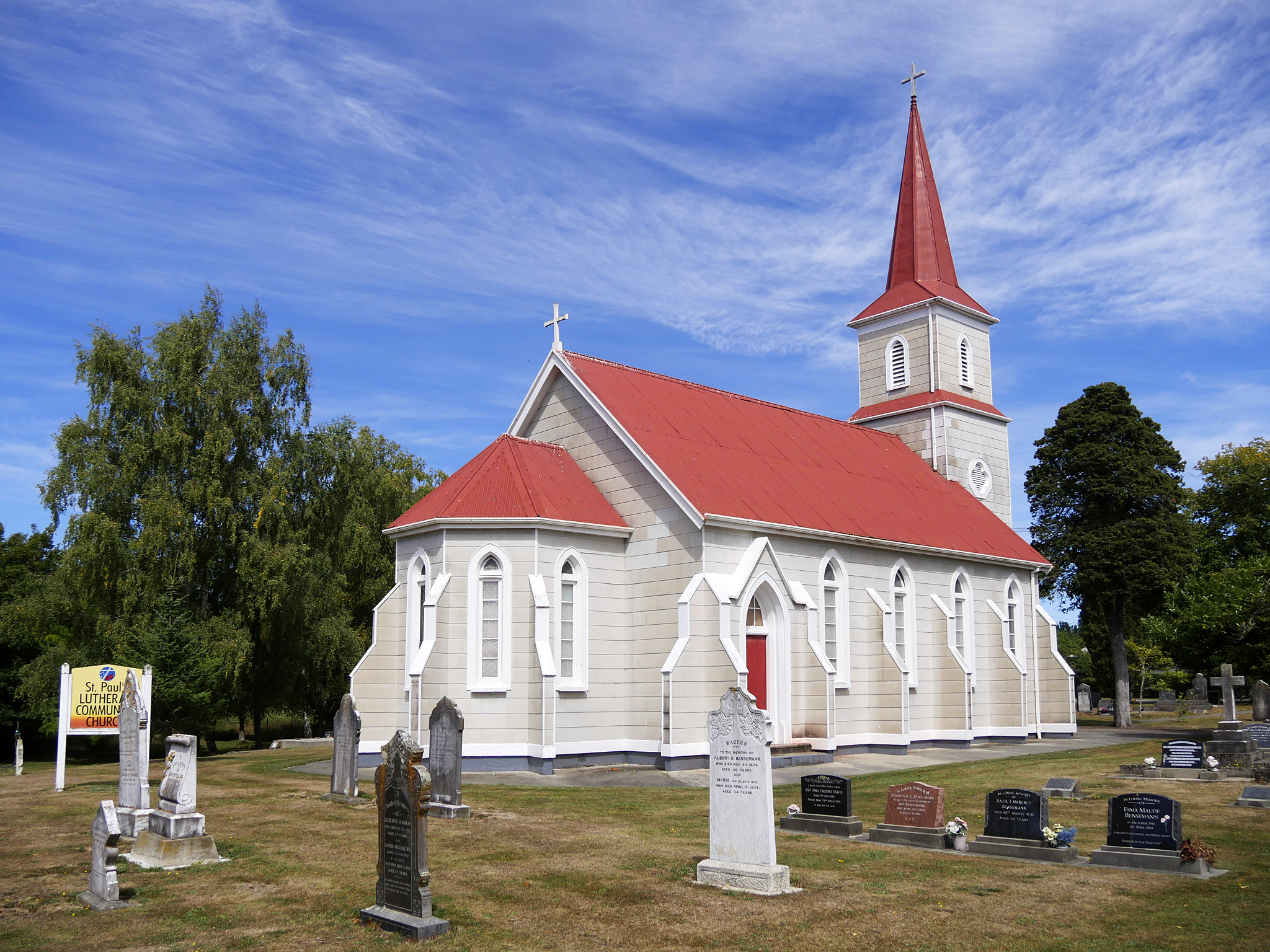
St. Paul's Lutheran Community Church, 1864 in Sarau gegründet, heute Upper Moutere, 1905 an gleicher Stelle neu errichtet

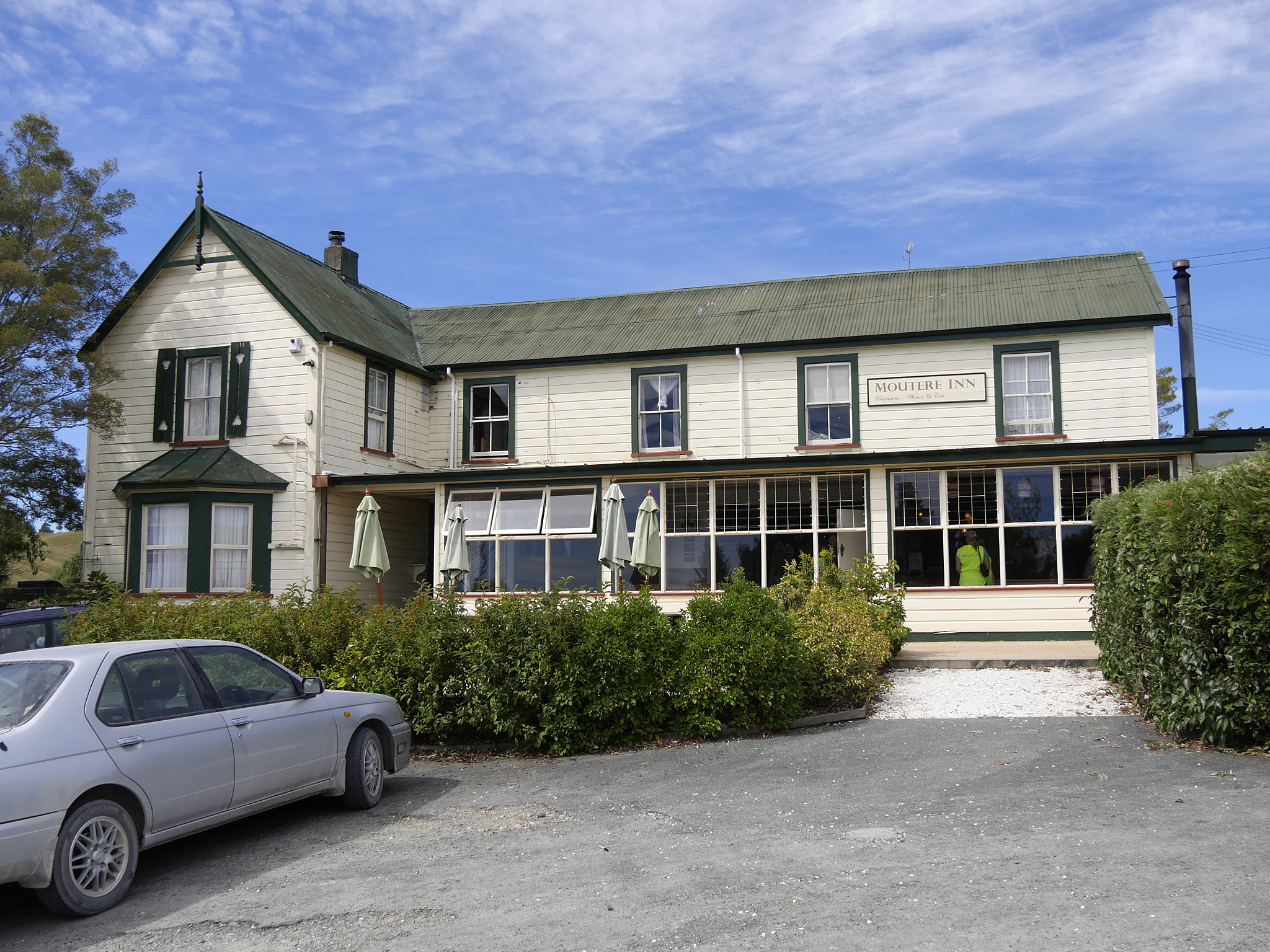
Neuseelands ältestes Pub, Moutere Inn, 1850 erbaut

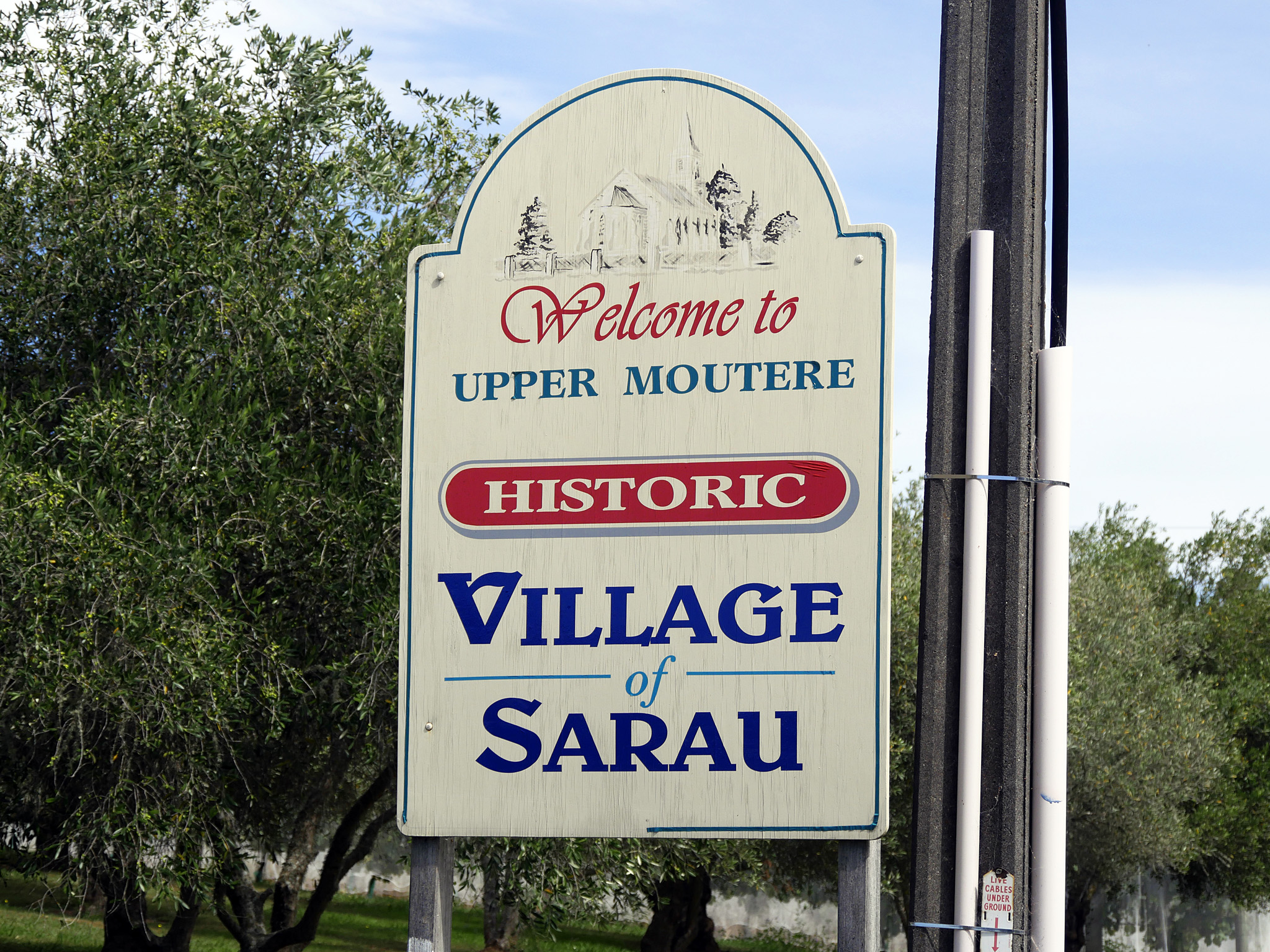
Hinweisschild am Ortseingang von Upper Moutere

Upper Moutere, bis 1917 Sarau genannt, ist ein Dorf mit deutscher Siedlungsgeschichte im Tasman District auf der Südinsel von Neuseeland.

## Geographie
Upper Moutere befindet sich rund 23 km westlich von Nelson und rund 16 km südlich von Motueka an den Moutere Hills. Durch das Dorf fließt der Moutere River, der südlich von Motueka zunächst in das Moutere Inlett und danach in die Tasman Bay / Te Tai-o-Aorere mündet. Durch das Dorf führt der Moutere Highway, eine Landstraße, die weitgehend parallel zum New Zealand State Highway 60 verläuft und mit Querverbindungen Zugang zu diesem ermöglicht.

## Geschichte

### Hintergrund
Die ersten deutschen Siedler, die in der Umgebung von Nelson siedelten, verließen am 26. Dezember 1842 Hamburg und segelten in einer mehr als sechsmonatigen Überfahrt auf der St. Pauli nach Neuseeland. Sie erreichten Nelson am 14. Juni 1843. Die Neuankömmlinge gründeten 1843 Sankt Paulidorf, das jedoch schon nach gut einem Jahr wegen Überflutungen aufgegeben werden musste. Einige Siedler gaben auf, suchten sich Siedlungsmöglichkeiten in anderen Teilen Neuseelands oder wanderten nach Australien aus. Andere blieben in der Region. Manche derer, die nach Australien gingen, kehrten jedoch später nach Neuseeland zurück und siedelten zum Teil in Houhora und Awanui. Die Region um Nelson stellt damit das älteste deutsche Siedlungsgebiet in Neuseeland dar. Andere frühe Siedlungsgebiete waren Puhoi und der Rangitikei District.

### Ranzau, Sarau, Neudorf
Am 1. September 1844 erreichte eine zweite Gruppe von Siedlern, die vorwiegend aus Mecklenburg stammten, das Umland von Nelson. Graf Kuno zu Rantzau-Breitenburg, an Siedlungsprojekten in Neuseeland als Investitionsvorhaben interessiert, finanzierte 13 Familien die Überfahrt und die Ansiedlung, nachdem die Nachricht über den bevorstehenden Bankrott der New Zealand Company im März 1844 das Projekt kurzfristig infrage gestellt hatte.
Am 21. April 1844 legte die Skjold von Hamburg ab. Mit auf dem Schiff befanden sich drei Bevollmächtigte von Rantzau-Breitenburg (Johann Benoit, Carl und Johann Kelling), die seine Grundstücke verwalten und die Ansiedlung betreiben sollten.
Die Gruppe siedelte im Osten der Waimea Plain, dem von der New Zealand Company zugedachten Areal, rund 10 km südwestlich von Nelson entfernt. Sie tauften ihre Ansiedlung Ranzau, ihrem Protegé zu Ehren. Getreideanbau, später Obst-, Hopfen- und Tabakanbau, stellte die wirtschaftliche Grundlage ihres Engagements dar. Ab 1850 begannen einzelnen Siedler mit der Schafzucht. Mitte der 1850er Jahre kamen weitere Einwanderer in die Gegend und gründeten mit einzelnen Siedlern der ersten Stunde das Dorf Sarau, weiter nordwestlich gelegen. Neudorf und Rosental folgte nach weiteren Zuzügen in den 1860ern.
Da die Siedler mehrheitlich aus dem Norden Deutschlands kamen, waren sie zumeist lutherischen Glaubens. Pastor Heine zog 1849 nach Ranzau und 1853 mit seiner Frau Anna nach Sarau, wo er 1865 die St Paul’s Church einweihte, die erste lutherische Kirche am Ort.

### Umbenennungen von Orten
Während des Ersten Weltkriegs wurde die deutschstämmige Bevölkerung in Neuseeland als "feindliche Ausländer" diskriminiert und viele von ihnen während des Krieges auf Inseln wie Motuihe Island interniert. Andere gerieten in den Konflikt, mit Neuseeländern zusammen gegen Deutschland zu kämpfen. In der sich entwickelnden antideutschen Stimmung wurden vielfach deutsche Orts- oder Straßennamen anglisiert. So wurden Sarau zu Upper Moutere, Ranzau zu Hope und Rosental zu Rosedale umbenannt.

## Heute
Upper Moutere ist heute eine sich entwickelnde Gemeinde, die auch Dienstleistungen für die naheliegenden Siedlungen Neudorf, Dovedale, Ngatimoti, Mahana und Orinoco anbietet. In den umliegenden Farmwirtschaften trägt der Gartenbau mit Äpfeln, Weintrauben, Beerenfrüchte und Hopfen zu einem Teil der Einkommen bei, Schaf- und Rinderzucht stellen den anderen.
Deutsch wird heute unter den Einwohnern nicht mehr gesprochen. Lediglich der Tourismus oder ein Gang auf die Friedhöfe hält die Erinnerung an die deutsche Siedlungsgeschichte des Ortes und des Umlandes wach. So verweist der heutige Besitzer des Moutere Inn gerne auf die mehr als 160-jährige Geschichte seines Gasthofes mit deutschem Ursprung und behauptet der älteste Pub Neuseelands zu sein, wogegen die St. Paul's Lutheran Church mit geführten Touren auf ihre deutsche Vergangenheit aufmerksam macht.
Noch immer gibt es auch einige deutsche Orts- oder Straßennamen, die von vergangenen Zeiten der deutschen Besiedlung zeugen. Das Dorf Neudorf oder Ranzau als Wahlbezirk, die Ranzau Road, Ranzau Church oder die Ranzau School, um nur einige zu nennen. Auch am Ortseingang von Upper Moutere deutet ein Schild darauf hin, dass der Ort früher einmal Sarau hieß.